# Landgráf Katalin
Landgráf Katalin (Budapest, 1953. október 25. –) magyar iparművész, textilművész, szövöttanyag-tervező. A Magyar Művészeti Akadémia levelező tagja (2012).

## Életútja
Felsőfokú tanulmányokat a Magyar Iparművészeti Főiskolán folytatott, ahol mesterei Bakay Erzsébet és Málik Irén voltak. 1979-ben kapta kézhez iparművészeti diplomáját. Már 1973-tól a Fiatalok Népművészeti Stúdiójában működött annak megszűnéséig (1982). Pedagógiai  elkötelezettsége itt formálódott, melyet a legendás csillebérci komplex művészeti táborokban érlelt. 1982-96 között a Pamuttextil Vállalatnál dolgozott mint tervező. 1987-96 között szövetszerkezettant oktatott a Magyar Iparművészeti Főiskolán. Alapító szakmai vezetője a fóti Népművészeti Szakközépiskolának.  A régi, hagyományos szövéseket újítja meg, friss színeket használ. Munkáit egyéni és csoportos kiállításokon mutatja be, munkáit magán- és közgyűjtemények őrzik, köztük a Szombathelyi Képtár. Számos kötete jelent meg a kézi szövésről.

## Kiállításai (válogatás)

### Egyéni
- 1980 • Megyei Művelődési Központ, Komárom (Szittner Andreával, Lesznik Angélával, Pataki Tiborral); Tata • Ferencvárosi Pincetárlat, Budapest (Szittner Andreával)
- 1981 • Megyei Művelődési Központ, Kecskemét • Kisgaléria, Hajdúszoboszló
- 1982 • Honti Antal magángaléria, Gyoma
- 1983 • Józsefvárosi Galéria, Budapest

### Csoportos
- 1973-83 • Fiatalok Népművészeti Stúdiójának éves kiállításai
- 1973 • Munkásotthon, Csepel
- 1978 • Magyar Intézet, Varsó • Magyar Intézet, Prága
- 1980 • Játék és hagyomány, Magyar Nemzeti Galéria, Budapest • Collegium Hungaricum, Bécs
- 1988 • 8. Ipari Textilművészeti Biennále, Savaria Múzeum, Szombathely
- 1992 • 12. Magyar Textilbiennále, Savaria Múzeum, Szombathely.

## Kötetei (válogatás)
- Kézi szövés. (Szittner Andreával). Budapest : Népművelési Propaganda Iroda, 1982. 188 p., XXIV. t. ill.;
- Gyöngyből bizsut. Budapest : Mezőgazdasági Kiadó, 1988. 31 p. ill., főként színes;
- Nagy szövéskönyv : 1-2. (Penkala Évával, Szittner Andreával). Budapest : Mezőgazda Kiadó Kft., 2004. 250 p; 180 p. ill. színes[2]
- (társszerző): Trencsényi László (szerk.): Játéksarok. ILV Ságvári Endre Könyvszerkesztőség, 1979. Budapest

## Díjak, elismerések (válogatás)
- 1978: A Népművészet Ifjú Mestere;
- 1991: Mavilon-pályázat, II. díj;
- 1992: a 12. Magyar Textilbiennále Rózsa Anna-díja.
- 2024: A Magyar Érdemrend lovagkeresztje